# Булдырское сельское поселение
Булдырское се́льское поселе́ние — муниципальное образование в Чистопольском районе Татарстана Российской Федерации.
Административный центр — посёлок Юлдуз.

## История
Статус и границы сельского поселения установлены Законом Республики Татарстан от 31 января 2005 года № 44-ЗРТ «Об установлении границ территорий и статусе муниципального образования "Чистопольский муниципальный район" и муниципальных образований в его составе».

## Население
| 2010  | 2011  | 2012  | 2013  | 2014  | 2015  | 2016  |
| ----- | ----- | ----- | ----- | ----- | ----- | ----- |
| 1558  | ↘1554 | ↘1519 | ↘1459 | ↘1439 | ↘1428 | ↘1412 |
| 2017  | 2018  |       |       |       |       |       |
| ↘1408 | ↘1399 |       |       |       |       |       |

## Состав сельского поселения
| № | Населённый пункт | Тип населённого пункта          | Население |
| - | ---------------- | ------------------------------- | --------- |
| 1 | Булдырь          | село                            |           |
| 2 | Змеево           | село                            |           |
| 3 | Юлдуз            | посёлок, административный центр |           |